# Wachsch
Wachsch (tadschikisch Вахш bzw. وخش; auch Vachs, Vakhsh oder Vachsch) ist ein ca. 375 km langer, rechter bzw. nördlicher Quellfluss des Amudarja in Tadschikistan in Zentralasien.

## Flusslauf
Der Wachsch entsteht am Zusammenfluss von Surchob und Obichingou südlich des Alaigebirges im Norden Tadschikistans und fließt von dort in südwestliche Richtung. Dabei durchströmt das Wasser den Rogun-Staudamm, den Nurek-Staudamm und die beiden Talsperren Sangtuda-1 und Sangtuda-2. An der Grenze von Tadschikistan und Afghanistan vereinigt sich der Wachsch mit dem Pandsch zum Amudarja, ohne allerdings an der Vereinigungsstelle das gegenüber liegende afghanische Flussufer zu berühren. In diesem Bereich liegt auch das Tigrowaja-Balka-Naturreservat und die Fundstelle des Oxus-Schatzes. 
Am Ufer oder unweit des Flusses liegen die Städte Norak (Nurek), Qurghonteppa (Kurgan-Tjube), Wachsch und Kolchosobod.

## Talsperren
Der Wachsch durchfließt die beiden höchsten Talsperren der Erde und weitere Talsperren; flussabwärts sind dies:
| Name       | Fertig- stellung | Damm- Höhe in m | Leistung in MW | Stausee- Fläche in km² | Stausee- Volumen in km³ |
| ---------- | ---------------- | --------------- | -------------- | ---------------------- | ----------------------- |
| Rogun      | (im Bau)         | 335             | 3600           |                        | 11,6                    |
| Nurek      | 1980             | 300             | 3000           | 106                    | 10,5                    |
| Baipaza    | 1985             |                 | 600            |                        |                         |
| Sangtuda 1 | 2009             | 75              | 670            | 9,75                   | 0,26                    |
| Sangtuda 2 | 2011             | 31,5            | 220            |                        |                         |
| Golovnaya  | 1962             |                 | 240            |                        |                         |